# Temporada 1988-89 de los New Jersey Nets
La temporada 1988-89 fue la decimotercera de los New Jersey Nets en la NBA, tras la fusión de la liga con la ABA, donde había jugado nueve temporadas, y la duodécima en su ubicación en Nueva Jersey. La temporada regular acabó con 26 victorias y 56 derrotas, ocupando el undécimo puesto de la conferencia Este, no logrando clasificarse para los playoffs.

## Elecciones en elDraft
| Ronda | Puesto | Jugador             | Posición  | Nacionalidad   | Universidad          |
| ----- | ------ | ------------------- | --------- | -------------- | -------------------- |
| 1     | 4      | Chris Morris        | Alero     | Estados Unidos | Auburn               |
| 2     | 32     | Charles Shackleford | Ala-Pívot | Estados Unidos | North Carolina State |
| 3     | 52     | Derrick Hamilton    | Alero     | Estados Unidos | Southern Miss        |

## Temporada regular
| División Atlántico   | División Atlántico | División Atlántico | División Atlántico | División Atlántico | División Atlántico | División Atlántico | División Atlántico | División Atlántico |
| Equipo               | G                  | P                  | %                  | PD                 | Casa               | Fuera              | Div                |                    |
| -------------------- | ------------------ | ------------------ | ------------------ | ------------------ | ------------------ | ------------------ | ------------------ | ------------------ |
| y-New York Knicks    | 52                 | 30                 | .634               | –                  | 35–6               | 17–24              | 18–12              |                    |
| x-Philadelphia 76ers | 46                 | 36                 | .561               | 6                  | 30–11              | 16–25              | 19–11              |                    |
| x-Boston Celtics     | 42                 | 40                 | .512               | 10                 | 32–9               | 10–31              | 19–11              |                    |
| Washington Bullets   | 40                 | 42                 | .488               | 12                 | 30–11              | 10–31              | 17–13              |                    |
| New Jersey Nets      | 26                 | 56                 | .317               | 26                 | 17–24              | 9–32               | 9–21               |                    |
| Charlotte Hornets    | 20                 | 62                 | .244               | 32                 | 12–29              | 8–33               | 8–22               |                    |

## Estadísticas
| Rk | Jugador             | Edad | P  | PT | MP   | TC  | TCI  | %TC  | T3  | T3I | %T3  | TL  | TLI | %TL  | RO  | RD  | RT  | AS  | RB  | TAP | BP  | FP  | PTS  |
| -- | ------------------- | ---- | -- | -- | ---- | --- | ---- | ---- | --- | --- | ---- | --- | --- | ---- | --- | --- | --- | --- | --- | --- | --- | --- | ---- |
| 1  | Buck Williams       | 28   | 74 | 72 | 33.1 | 5.0 | 9.5  | .531 | 0.0 | 0.0 | .000 | 2.9 | 4.3 | .666 | 3.4 | 6.0 | 9.4 | 1.1 | 0.8 | 0.5 | 1.9 | 3.0 | 13.0 |
| 2  | Joe Barry Carroll   | 30   | 64 | 62 | 31.2 | 5.7 | 12.7 | .448 | 0.0 | 0.0 |      | 2.8 | 3.4 | .800 | 1.8 | 5.5 | 7.4 | 1.6 | 1.1 | 1.3 | 2.2 | 3.0 | 14.1 |
| 3  | Roy Hinson          | 27   | 82 | 39 | 31.0 | 6.0 | 12.5 | .482 | 0.0 | 0.0 | .000 | 3.9 | 5.1 | .757 | 1.9 | 4.5 | 6.4 | 0.9 | 0.4 | 1.5 | 2.0 | 3.6 | 16.0 |
| 4  | Lester Conner       | 29   | 82 | 63 | 30.9 | 3.8 | 8.2  | .457 | 0.2 | 0.5 | .351 | 2.6 | 3.3 | .788 | 1.2 | 3.1 | 4.3 | 7.4 | 2.2 | 0.1 | 2.2 | 1.6 | 10.3 |
| 5  | Chris Morris        | 23   | 76 | 48 | 27.6 | 5.4 | 11.9 | .457 | 0.8 | 2.3 | .366 | 2.4 | 3.3 | .717 | 2.5 | 2.8 | 5.2 | 1.6 | 1.3 | 0.8 | 2.5 | 3.3 | 14.1 |
| 6  | Mike McGee          | 29   | 80 | 49 | 25.3 | 5.4 | 11.5 | .473 | 1.2 | 3.2 | .365 | 1.0 | 1.8 | .535 | 0.9 | 1.5 | 2.4 | 1.5 | 1.0 | 0.2 | 1.6 | 2.3 | 13.0 |
| 7  | Dennis Hopson       | 23   | 62 | 36 | 25.0 | 4.8 | 11.5 | .419 | 0.1 | 0.4 | .148 | 3.0 | 3.5 | .849 | 1.5 | 1.8 | 3.3 | 1.7 | 1.1 | 0.5 | 1.6 | 2.4 | 12.7 |
| 8  | John Bagley         | 28   | 68 | 20 | 24.1 | 2.9 | 7.1  | .416 | 0.2 | 0.8 | .204 | 1.3 | 1.8 | .724 | 0.5 | 1.6 | 2.1 | 5.8 | 1.1 | 0.1 | 2.3 | 1.7 | 7.4  |
| 9  | Walter Berry        | 24   | 29 | 17 | 19.2 | 3.7 | 8.0  | .468 | 0.0 | 0.0 |      | 1.5 | 2.2 | .683 | 1.1 | 2.9 | 4.0 | 0.7 | 0.3 | 0.4 | 1.4 | 2.4 | 8.9  |
| 10 | Keith Lee           | 26   | 57 | 4  | 14.7 | 1.9 | 4.5  | .422 | 0.0 | 0.0 | .000 | 0.9 | 1.2 | .746 | 1.3 | 3.3 | 4.5 | 0.7 | 0.4 | 0.6 | 0.9 | 2.4 | 4.8  |
| 11 | Kevin Williams      | 27   | 41 | 0  | 10.6 | 1.6 | 4.1  | .399 | 0.0 | 0.1 | .167 | 1.0 | 1.2 | .784 | 0.5 | 0.8 | 1.2 | 0.9 | 0.6 | 0.2 | 1.0 | 1.8 | 4.3  |
| 12 | Corey Gaines        | 23   | 32 | 0  | 10.5 | 0.8 | 2.0  | .422 | 0.0 | 0.2 | .200 | 0.4 | 0.5 | .750 | 0.1 | 0.5 | 0.6 | 2.1 | 0.5 | 0.0 | 0.6 | 0.8 | 2.1  |
| 13 | Bill Jones          | 22   | 37 | 0  | 8.3  | 1.4 | 2.8  | .490 | 0.0 | 0.0 | .000 | 0.8 | 1.2 | .674 | 0.5 | 0.7 | 1.3 | 0.5 | 0.5 | 0.2 | 0.5 | 1.0 | 3.5  |
| 14 | Charles Shackleford | 22   | 60 | 0  | 8.1  | 1.4 | 2.8  | .494 | 0.0 | 0.0 | .000 | 0.4 | 0.7 | .500 | 0.8 | 1.7 | 2.6 | 0.4 | 0.3 | 0.3 | 0.5 | 1.2 | 3.1  |
| 15 | Ron Cavenall        | 29   | 5  | 0  | 3.2  | 0.4 | 0.6  | .667 | 0.0 | 0.0 |      | 0.4 | 1.0 | .400 | 0.0 | 0.4 | 0.4 | 0.0 | 0.0 | 0.4 | 0.4 | 0.4 | 1.2  |

## Galardones y récords
| Jugador      | Galardón                                |
| Chris Morris | 2.º Mejor quinteto de rookies de la NBA |